# Candín
Candín (asztur-leóni nyelven Ancares) település Spanyolországban, León tartományban. Lakosainak száma 275 fő (2024).

## Földrajza
Candín Peranzanes, Fabero, Vega de Espinareda, Cervantes, Navia de Suarna és Ibias községekkel határos.

## Népesség
A település lakosságának változását az alábbi diagram mutatja:
| Lakosok száma | 437  | 407  | 361  | 325  | 333  | 303  | 283  | 274  | 248  | 275  |
|               | 2001 | 2004 | 2007 | 2009 | 2012 | 2014 | 2017 | 2019 | 2022 | 2024 |